# ジェレミー・ノスィーダ
ジェレミー・ノスィーダ（Jeremy Noseda、1963年9月17日 - ）は、イギリス・ニューマーケットに自厩舎のシャルフリートステーブル構えている調教師である。妻の兄弟であるリチャード・ゲストとレー・ゲストも調教師である。出生地はロンドン。ノセダと表記される場合もある。

## 来歴
13歳の頃で乗馬を始め、その後ケンブリッジ大学への進学を断念し、ジョン・ダンロップ厩舎で働いた。その6年後に、ジョン・ゴスデン厩舎の調教助手を5年間勤めた。なおその内3年間はカリフォルニア州で過ごした。
1993年、シェイク・モハメドの勧誘を受け、ゴドルフィンへ関わるようになり、その2年間ではラムタラなどの調教に携わった。その後、フランスで厩舎開業を打診されるが、自分自身での厩舎経営にこだわりを持っていたため辞退した。
1996年、再び渡米し、カリフォルニア州で調教師となった。
1997年、イギリスに帰国し、ニューマーケットのシェルフリートステーブルを購入し厩舎を開業した。
1998年、チェヴァリーパークステークスをワンナベグランドが制し、管理馬がG1競走初勝利を挙げた。
2004年、ブリーダーズカップ・ジュヴェナイルをウィルコが制し、管理馬がブリーダーズカップ初挑戦で初勝利を挙げた。
2008年、ジャパンカップにシックスティーズアイコンを出走させるために初来日した。

## 主な管理馬
G1競走優勝馬（管理時）
- ワンナベグランド（1998年チェヴァリーパークステークス）
- キャリーオンケイト（2003年チェヴァリーパークステークス）
- バルモント（2003年ミドルパークステークス）
- ウィルコ（2004年ブリーダーズカップ・ジュヴェナイル）
- プロクラメイション（2005年サセックスステークス）
- アラーファ（2006年アイリッシュ2000ギニー、セントジェームスパレスステークス）
- シンプリーパーフェクト（2006年フィリーズマイル、2007年ファルマスステークス）
- シックスティーズアイコン（2006年ゴードンステークス、セントレジャーステークス、2007年ジョッキークラブステークス、2008年グロリアスステークス、ジェフリーフリアステークス、カンバーランドロッジステークス）
- ソルジャーズテイル（2007年ゴールデンジュビリーステークス）